# 紀元前9世紀

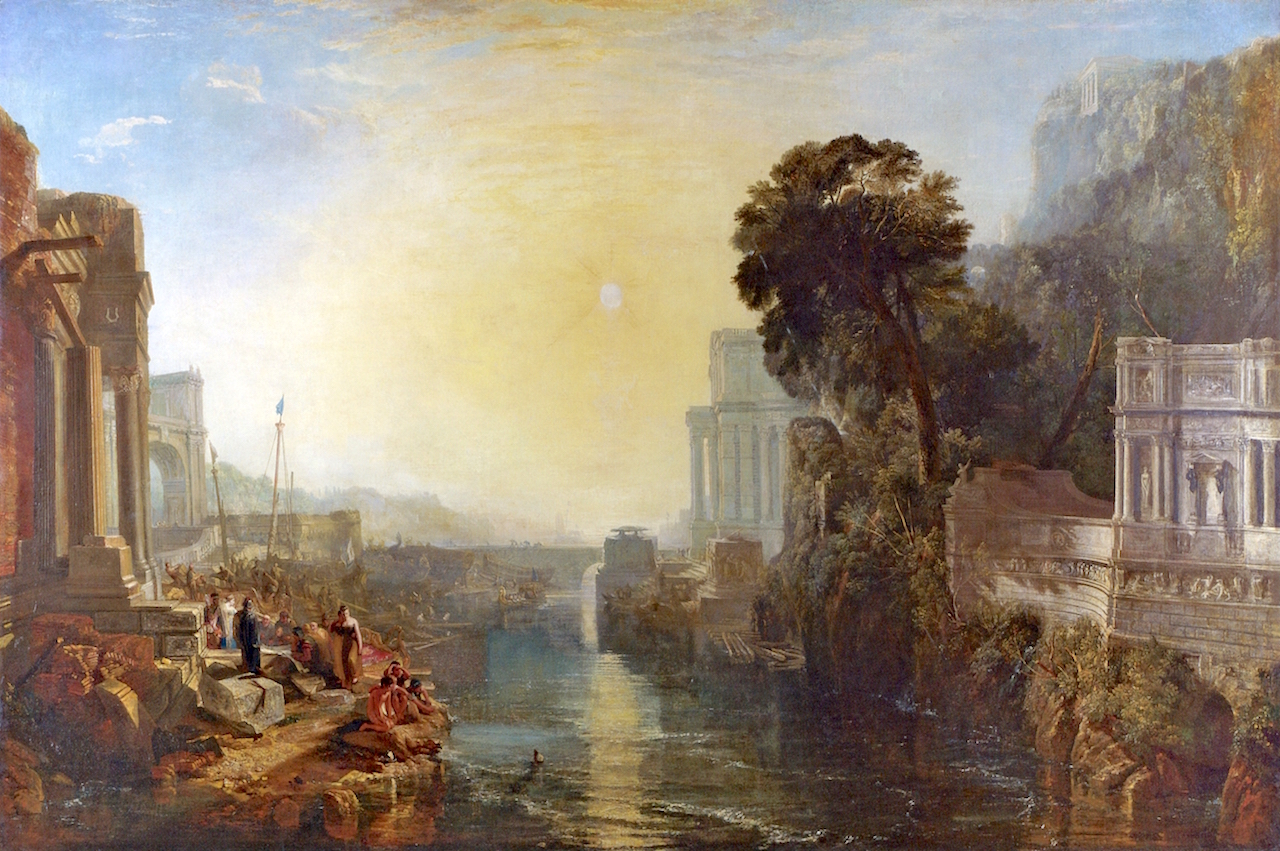
カルタゴ建設。伝承ではフェニキア系テュロスの王女ディードーが故国を離れて女王となって建設したと伝わる。画像はジョゼフ・マロード・ウィリアム・ターナーの歴史画「カルタゴを建設するディドー」（ロンドン・ナショナル・ギャラリー蔵）。

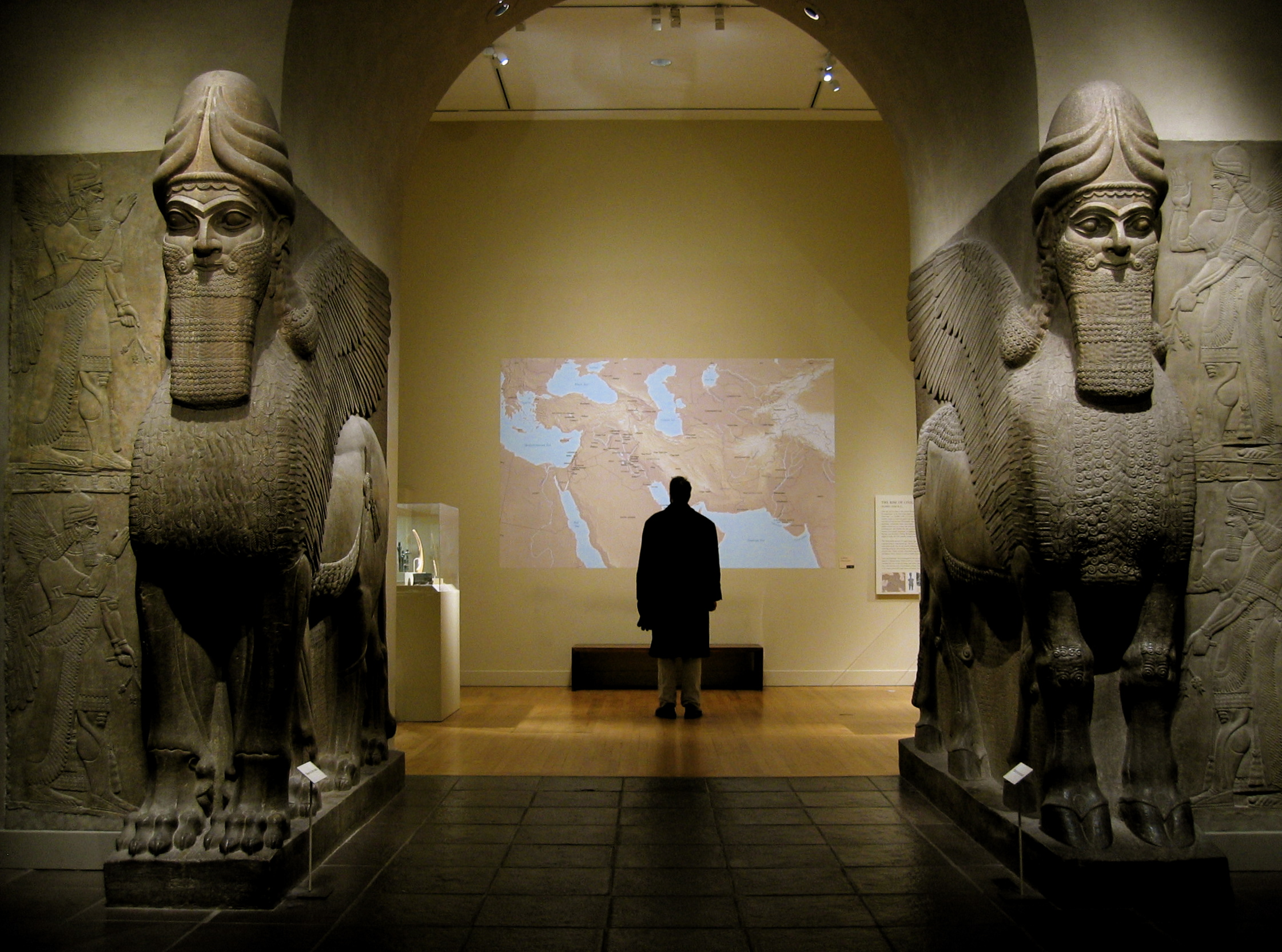
ニムルドの繁栄。アッシリア王アッシュル・ナツィルパル2世により造営された都で、宮殿遺跡としても保存状態がよい。画像はメトロポリタン美術館所蔵のラマッス（人頭有翼牡牛）像。ニムルドでは宮殿などの入り口を守護するものとしてラマッスの巨大な像が建てられていた。

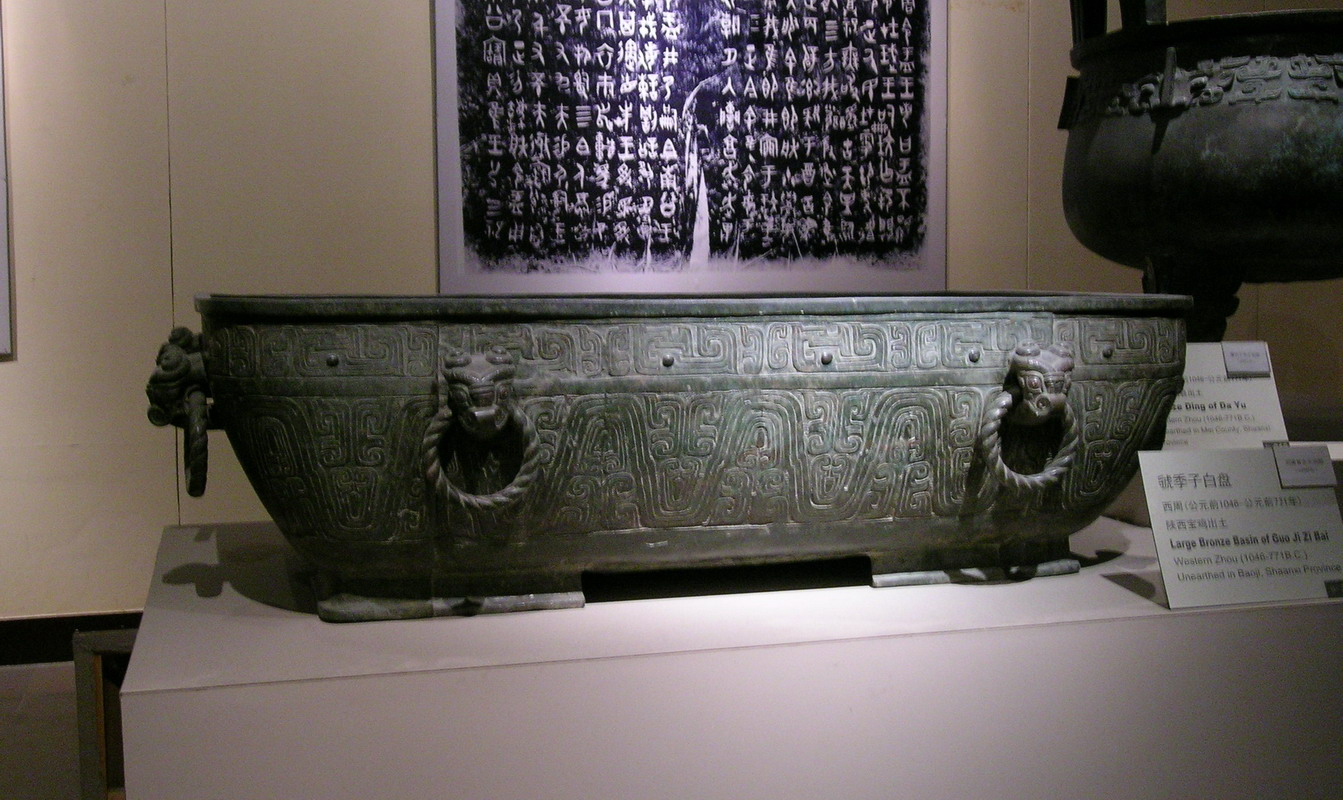
西周の宣王。父の厲王が流謫の果てに死んだのちに王となり中興の英主と呼ばれた。画像は異民族の玁狁を討った虢季子白を称えて宣王が作らせた銘文が残る「虢季子白盤（中国国家博物館蔵）」。

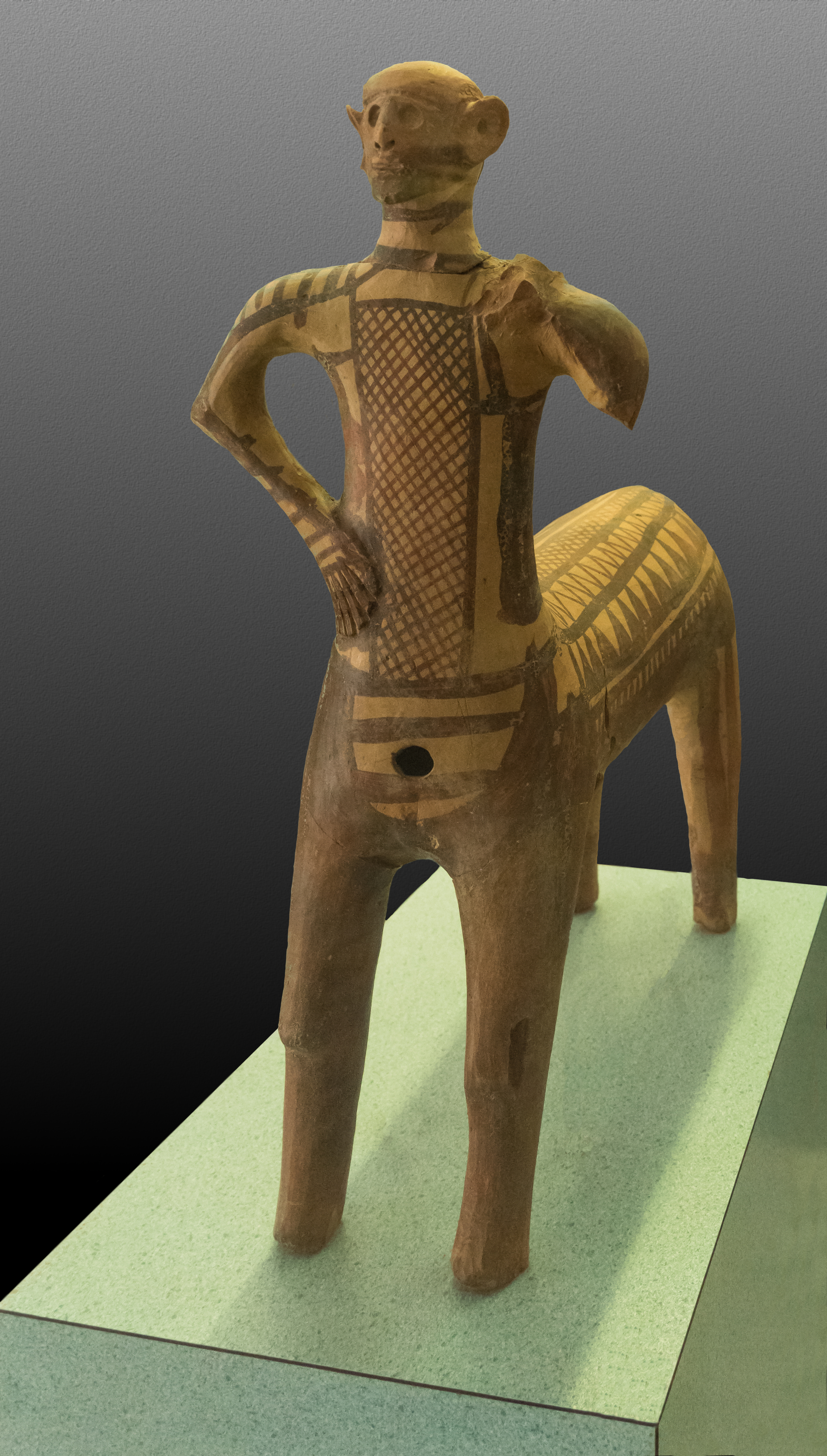
レフカンディ遺跡。暗黒時代のギリシアにあってもエウボイア島近辺では復興の兆しが見え始めた。その代表的な遺跡がレフカンディで、画像はこの地から出土したケンタウロス像（エレトリア考古学博物館蔵）。

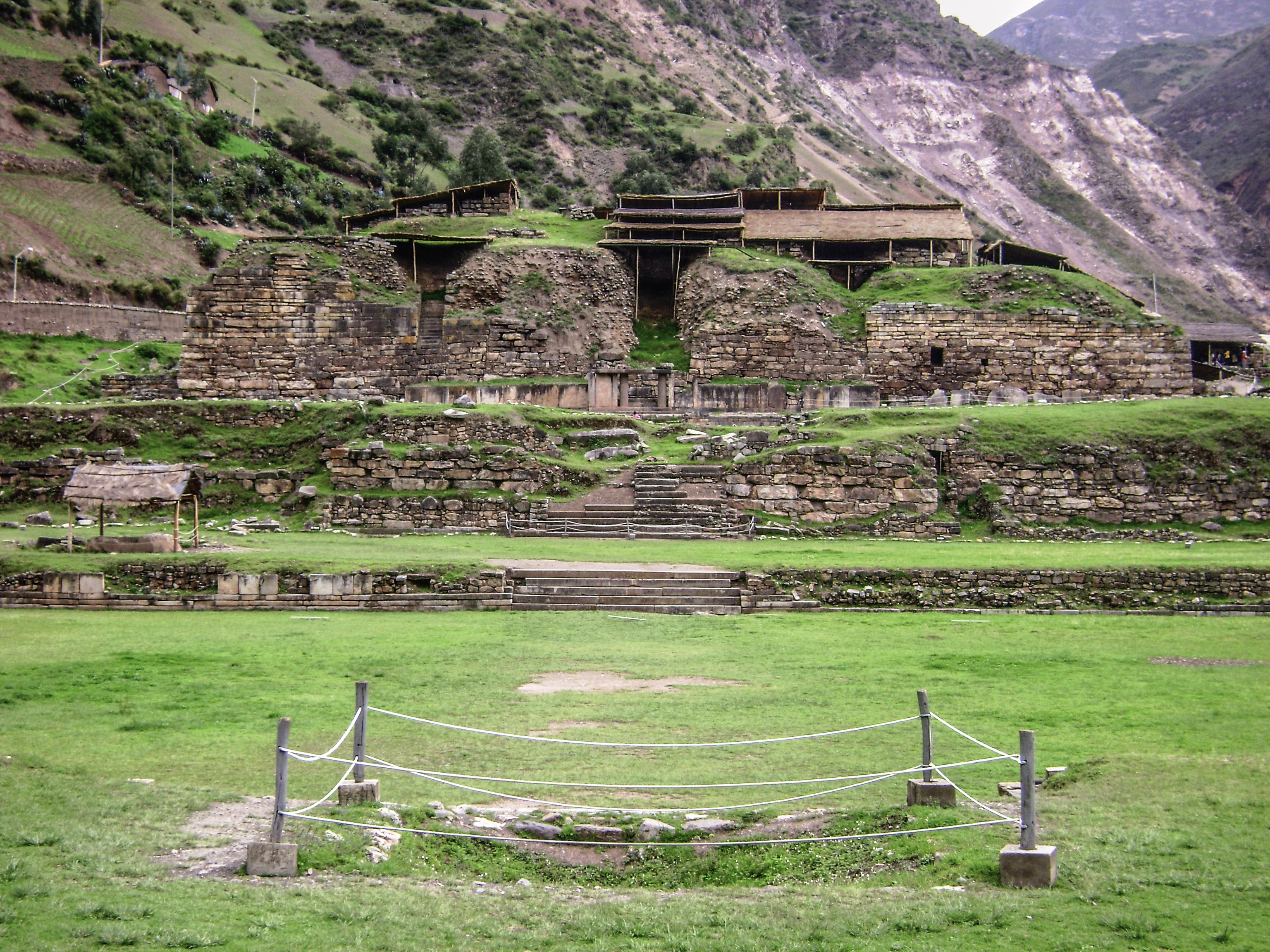
チャビン文化。南米アンデス地域の最も古い神殿文化で、紀元前1200年頃から紀元前300年頃まで続いた。画像はその代表であるペルーのワリ郡にあるチャビン・デ・ワンタル遺跡で、紀元前900年代から紀元前500年代がその最盛期であった。

紀元前9世紀（きげんぜんきゅうせいき）は、西暦による紀元前900年から紀元前801年までの100年間を指す世紀。

## 出来事

### 紀元前900年代
- 紀元前900年頃 - 紀元前300年頃
  - 鉄器時代の寒冷期（英語版） 。
- 紀元前900年頃
  - メキシコ湾岸のオルメカ文明の中心がサン・ロレンソ・テノチティトランの破壊により、ラ・ベンタに移る。
  - スペインのガリシア地方からポルトガルに至る地域にカストロ文化（英語版）が成立する（ - 紀元前100年頃）。
  - イタリアでヴィラノーヴァ文化（英語版）（ヴィラノーヴァII期 - 紀元前700年頃）。
    - 「琥珀の道」を通じての中央ヨーロッパのハルシュタット文化やウルネンフェルト文化と交流が見られる。

  - ギリシアのエウボイア島の「レフカンディのケンタウロス（エレトリア考古学博物館蔵）」が作られる。
  - 陝西省宝鶏出土の虎型青銅器二対（フリーア美術館蔵）はこの時代に作られたもの。
  - 日本は縄文時代晩期から弥生時代後期。
    - 福岡県の板付遺跡からは水田跡と木製農機具・石包丁などが出土。
      - 灌漑施設があり、日本最古の環壕集落があったことも確認されている。

### 紀元前880年代
- 紀元前883年 - アッシリア王アッシュル・ナツィルパル2世がアッシュールからカルフ（ニムルド）へ遷都。

### 紀元前870年代
- 紀元前877年頃 - 西周で厲王が即位。即位後間もなく厲王は南国服子の討伐を行い、記念に宗周鐘（中国語版）が作られる。
- 紀元前876年頃 - ジムリのクーデターが失敗し、オムリがイスラエル王国の王となる（オムリ朝の成立）。
- 紀元前870年頃 - イスラエル王国のオムリがティルツァからサマリアへ遷都する。

### 紀元前860年代
- 紀元前869年頃 - イスラエル王オムリ死去、息子アハブが王となる。
  - アハブはシリア王女イゼベルを王妃としたためシリアのバアル神崇拝が流入する。
  - この時期のバアル神崇拝への熱心な反対者として『列王記』に名が残る預言者エリヤがいる。
- 紀元前863年 - 紀侯の讒言により周の夷王の命で斉の哀公が釜茹での刑（烹）に処せられる。
- 紀元前860年 - 斉の胡公が異母兄弟の姜山に倒され殺害される（紀元前860年の斉の政変）。
- 紀元前860-830年頃 - アラマとルティプリのもとでウラルトゥ王国（アララト王国）が成立する。

### 紀元前850年代
- 紀元前855年 - アッシリア王シャルマネセル3世がアラム系国家ビト・アディニ（ティル・バルシプ遺跡）を征服。
- 紀元前854年頃 - 「厲王二十三年」の銘が残る「大克鼎（中国語版）（上海博物館蔵）」が作られる。
- 紀元前853年 - カルカルの戦いでアッシリア軍とシリア諸国同盟軍が激突。
- 紀元前850年頃 - イスラエルからモアブ人の王メシャが独立。
  - この事績は古ヘブライ文字最古の記録「メシャ碑文（ルーブル美術館蔵）」で知られる。

### 紀元前840年代
- 紀元前843年頃 - アラム系ダマスクスの王ハザエル王が即位。
  - イスラエル北部で出土した「テル・ダン石碑（イスラエル博物館蔵）」はこの王によるものであり、旧約聖書以外の考古資料としてダヴィデ家について言及している。
- 紀元前842年頃 - 北イスラエル王ヨラムを倒したイエフが王となり、バアル神信仰を禁止する。
- 紀元前841年
  - 周の厲王が国人に追放され、彘（中国語版）(山西省霍県)に亡命する。
    - 周王の不在により共和政治が行われる（ - 紀元前828年）。『史記』の年表はこの年より始まる。

  - アッシリア王シャルマネセル3世が北イスラエル王イエフを屈服させる（→紀元前825年）。

### 紀元前830年代
- 紀元前833年頃 - ウラルトゥ王サルドゥリ1世がアルザシュクンからトゥシュパ（ヴァン）に遷都する。
- 紀元前830年頃 - アラム人の王ハザエルがペリシテ人の都市ガト（テル・アル・サフィ遺跡）を陥落させる。

### 紀元前820年代
- 紀元前828年 - 周の厲王が死去し、宣王が即位する（周の中興）。
  - 「毛公鼎（台北国立故宮博物院蔵）」が鋳造される。宣王が叔父の毛公を褒め称えた銘文が残る。
- 紀元前827年 - シャルマネセル3世の王子アッシュール・ダイン・アピルが反乱を起こしアッシリアが一時弱体化。
- 紀元前825年頃
  - シャルマネセル3世を記念してニムルド遺跡の「黒色オベリスク（大英博物館蔵）」が建立される（→紀元前841年）。
  - 現トルコ南部のサマル（ジンジルリ・ヒョユク）出土の「キラムワ碑文（英語版）」が建立される。
- 紀元前823年 - 周の宣王の重臣尹吉甫が所有した「兮甲盤」の銘文はこの年のもの。
- 紀元前822年 - 周の宣王の命を受け秦仲が西戎を討伐するが敗死する。
  - 宣王は秦仲の子の荘公を西垂大夫として西戎を攻めさせ撃破させる。荘公は犬丘（中国語版）に本拠を置く。

### 紀元前810年代
- 紀元前818年 - エジプトで第22王朝の弱体化とともに王族ペディバステトが独立し23王朝が始まる。
- 紀元前816年 - 周の宣王が虢季子白に命じて洛河の北方にて玁狁を攻撃。
  - 「虢季子白盤（北京中国国家博物館蔵）」が鋳造される。虢季子白が玁狁に勝利したことを称えた銘文が残る。
- 紀元前814年 - 現在のチュニスの近くの港にフェニキア人によってカルタゴが建設される。
- 紀元前812年 - 晋の献侯が死去。その墓に「晋侯蘇編鐘（上海博物館蔵）」が副葬された。

### 紀元前800年代
- 紀元前808年頃 - カラノスがアイガイ（ヴェルギナ）を都としてマケドニア王国を建てる。
- 紀元前806年 - 周の宣王が弟の王子友を鄭の（桓公）として封じる。
- 紀元前800年頃 
  - イベリア半島でギリシア人とフェニキア人の交易が始まる。
  - サルディニア島で出土した「ノラ碑文（英語版）（カリャリ国立考古学博物館蔵）」はこの時代のもので、この地の最古のフェニキア語碑文。

## 人物

### 中国
- 懿王（在位前900年 - 前892年） - 周の第7代王
- 厲王（在位前857年 - 前842年） - 周の第10代王
- 宣王（在位前842年 - 前782年） - 周の第11代王
- 共伯和（紀元前9世紀） - 周の諸侯で厲王が逃亡し宣王が即位するまでの間に政務を執った
- 尹吉甫（紀元前9世紀） - 周の王臣で詩人・宣王に仕え『詩経』詩編をまとめる

### 西アジア
- トゥクルティ・ニヌルタ2世（在位前891年 - 前883年） - アッシリア王
- アッシュールナツィルパル2世（在位前883年 - 前859年） - アッシリア王
- シャルマネセル3世（在位前858年 - 前824年） - アッシリア王
- シャムシ・アダド5世（在位前823年 - 前811年） - アッシリア王
- サンムラマート（セミラミス）（在任前810年 - 前805年） - アッシリア王アダド・ニラリ3世の王母で摂政
- オソルコン2世（在位：紀元前872 ‐ 837年頃）- エジプト第22王朝の第5代ファラオ
- アハブ（在位：紀元前869年 - 紀元前850年） - イスラエル王国の王
- イゼベル（前9世紀前半） - イスラエル王国のアハブの王妃・フェニキア人でシドン王エトバアルの娘・バアル神信仰を導入
- アタルヤ（在位前841年 - 前835年） - ユダ王国のアハズヤの母・ユダ王国で唯一の女王
- サルドゥリ1世（紀元前844年頃 - 紀元前828年）- ウラルトゥの王

### 北アフリカ
- ディードー（エリッサ）（生没年不明） - 伝承ではティルスの王女・カルタゴの建設者